# Klaus Bartels (Rechtswissenschaftler)
Klaus Bartels (* 27. Februar 1963 in Bremen) ist ein deutscher Rechtswissenschaftler.

## Leben
Nach dem Schulbesuch in Bremen und dem Zivildienst in Marburg (Klinikum der Philipps-Universität) studierte er von 1983 bis 1988 Rechtswissenschaft an der Albert-Ludwigs-Universität Freiburg. 1988 legte er die erste juristische Staatsprüfung in Freiburg im Breisgau, nach dem Rechtsreferendariat (1989–1991) beim Hanseatischen Oberlandesgericht in Bremen 1992 die zweite juristische Staatsprüfung in Hamburg ab. Von 1992 bis 2002 war er Rechtsanwalt in Bremen. Nach der Promotion 2002 an der Universität Hamburg (s.c.l.) mit einer Arbeit zum Thema Der vertragliche Schuldbeitritt im Gefüge gegenseitiger Dauerschuldverhältnisse (Gutachter: Maximiliane Kriechbaum und Ulrich Magnus) war er von 2003 bis 2006 Wissenschaftlicher Mitarbeiter am Seminar für Römisches Recht und Vergleichende Rechtsgeschichte der Universität Hamburg. Im Sommersemester 2006 war er Lehrbeauftragter an der Universität Hamburg. Im Wintersemester 2007/2008 reichte er die Habilitationsschrift zum Thema  Dogmatik und Effizienz im Recht der Zwangsversteigerung (Gutachter: Reinhard Bork und Bettina Heiderhoff) ein. Nach der Habilitation 2008 an der Universität Hamburg (Venia legendi für die Fächer Bürgerliches Recht, Zivilprozessrecht sowie Handels- und Gesellschaftsrecht) vertrat er von 2008 bis 2013 Lehrstühle in Mainz, Frankfurt (Oder), Bremen, Trier, Bonn, Freiburg im Breisgau und Hamburg. Seit 2014 lehrt er als Professor für Bürgerliches Recht, Zivilprozessrecht, sowie Handels- und Gesellschaftsrecht an der Universität Hamburg.
Seine Forschungsgebiete umfassen Bürgerliches Recht, Zivilprozessrecht, Insolvenzrecht, Handels- und Gesellschaftsrecht und rechtsvergleichende Forschung im Auftrag des BMJV zur Reform des Gesetzes über die Zwangsversteigerung und die Zwangsverwaltung.

## Schriften (Auswahl)
- Der vertragliche Schuldbeitritt im Gefüge gegenseitiger Dauerschuldverhältnisse. Tübingen 2003, ISBN 3-16-148109-7.
- Dogmatik und Effizienz im Recht der Zwangsversteigerung. Bielefeld 2010, ISBN 978-3-7694-1041-9.
- Klausurtraining Zivilrecht. Fälle und Lösungen zu den gesetzlichen Schuldverhältnissen. Baden-Baden 2013, ISBN 978-3-8329-4954-9.
- Klausurtraining Gesetzliche Schuldverhältnisse. Fälle und Lösungen. Baden-Baden 2018, ISBN 3-8487-2811-7.